# Eirik Leander Fystro
Eirik Leander Fystro (ur. 13 grudnia 1999) – norweski skoczek narciarski. Medalista mistrzostw Norwegii.

## Przebieg kariery
W grudniu 2018 w Notodden zadebiutował w FIS Cupie, zajmując 40. lokatę. Pierwsze punkty tego cyklu zdobył w lutym 2019, zajmując 14. miejsce w Rastbüchl. W sierpniu 2019 zadebiutował w letniej edycji Pucharu Kontynentalnego, zajmując kolejno 36. i 28. miejsce we Frenštácie. W międzynarodowych zawodach rangi FIS po raz ostatni startował we wrześniu 2021, zajmując 31. i 34. miejsce w konkursach Letniego Pucharu Kontynentalnego w Oslo.
Fystro stawał na podium mistrzostw Norwegii – latem 2021 zdobył brązowy medal w konkursie drużynowym na skoczni normalnej.

## Letni Puchar Kontynentalny

### Miejsca w klasyfikacji generalnej
| Sezon | Miejsce |
| ----- | ------- |
| 2019  | 120.    |

### Miejsca w poszczególnych konkursachLetniego Pucharu Kontynentalnego
| Źródło                                                                        | Źródło       | Źródło            | Źródło            | Źródło      | Źródło      | Źródło              | Źródło              | Źródło      | Źródło      | Źródło            | Źródło            | Źródło      | Źródło      | Źródło            | Źródło            | Źródło | Źródło | Źródło | Źródło | Źródło | Źródło | Źródło | Źródło | Źródło | Źródło | Źródło |
| ----------------------------------------------------------------------------- | ------------ | ----------------- | ----------------- | ----------- | ----------- | ------------------- | ------------------- | ----------- | ----------- | ----------------- | ----------------- | ----------- | ----------- | ----------------- | ----------------- | ------ | ------ | ------ | ------ | ------ | ------ | ------ | ------ | ------ | ------ | ------ |
| 2019                                                                          |              |                   |                   |             |             |                     |                     |             |             |                   |                   |             |             |                   |                   |        |        |        |        |        |        |        |        |        |        |        |
| Kranj HS109                                                                   | Kranj HS109  | Szczuczyńsk HS140 | Szczuczyńsk HS140 | Wisła HS134 | Wisła HS134 | Frenštát HS106      | Frenštát HS106      | Râșnov HS97 | Râșnov HS97 | Lillehammer HS140 | Lillehammer HS140 | Stams HS115 | Stams HS115 | Klingenthal HS140 | Klingenthal HS140 | punkty |        |        |        |        |        |        |        |        |        |        |
| -                                                                             | -            | -                 | -                 | -           | -           | 36                  | 28                  | -           | -           | dq                | 49                | -           | -           | -                 | -                 | 3      |        |        |        |        |        |        |        |        |        |        |
| 2021                                                                          |              |                   |                   |             |             |                     |                     |             |             |                   |                   |             |             |                   |                   |        |        |        |        |        |        |        |        |        |        |        |
| Kuopio HS127                                                                  | Kuopio HS127 | Frenštát HS106    | Frenštát HS106    | Râșnov HS97 | Râșnov HS97 | Bischofshofen HS142 | Bischofshofen HS142 | Oslo HS106  | Oslo HS106  | Klingenthal HS140 | Klingenthal HS140 | punkty      | punkty      | punkty            | punkty            | punkty | punkty | punkty | punkty | punkty |        |        |        |        |        |        |
| -                                                                             | -            | -                 | -                 | -           | -           | -                   | -                   | 31          | 34          | -                 | -                 | 0           | 0           | 0                 | 0                 | 0      | 0      | 0      | 0      | 0      |        |        |        |        |        |        |
| Legenda                                                                       |              |                   |                   |             |             |                     |                     |             |             |                   |                   |             |             |                   |                   |        |        |        |        |        |        |        |        |        |        |        |
| 1 2 3 4-10 11-30 poniżej 30 dq – dyskwalifikacja - − zawodnik nie wystartował |              |                   |                   |             |             |                     |                     |             |             |                   |                   |             |             |                   |                   |        |        |        |        |        |        |        |        |        |        |        |

## FIS Cup

### Miejsca w klasyfikacji generalnej
| Sezon     | Miejsce |
| --------- | ------- |
| 2018/2019 | 103.    |
| 2020/2021 | 92.     |

### Miejsca w poszczególnych konkursachFIS Cupu
| Źródło                                                                        | Źródło       | Źródło           | Źródło           | Źródło         | Źródło         | Źródło         | Źródło         | Źródło          | Źródło          | Źródło         | Źródło         | Źródło        | Źródło        | Źródło         | Źródło         | Źródło       | Źródło       | Źródło | Źródło | Źródło | Źródło | Źródło | Źródło | Źródło | Źródło | Źródło | Źródło | Źródło | Źródło | Źródło | Źródło | Źródło | Źródło | Źródło | Źródło | Źródło | Źródło | Źródło | Źródło |
| ----------------------------------------------------------------------------- | ------------ | ---------------- | ---------------- | -------------- | -------------- | -------------- | -------------- | --------------- | --------------- | -------------- | -------------- | ------------- | ------------- | -------------- | -------------- | ------------ | ------------ | ------ | ------ | ------ | ------ | ------ | ------ | ------ | ------ | ------ | ------ | ------ | ------ | ------ | ------ | ------ | ------ | ------ | ------ | ------ | ------ | ------ | ------ |
| Sezon 2018/2019                                                               |              |                  |                  |                |                |                |                |                 |                 |                |                |               |               |                |                |              |              |        |        |        |        |        |        |        |        |        |        |        |        |        |        |        |        |        |        |        |        |        |        |
| Villach HS98                                                                  | Villach HS98 | Szczyrk HS106    | Szczyrk HS106    | Râșnov HS97    | Râșnov HS97    | Notodden HS100 | Notodden HS100 | Park City HS100 | Park City HS100 | Zakopane HS140 | Zakopane HS140 | Planica HS102 | Planica HS102 | Rastbüchl HS78 | Rastbüchl HS78 | Villach HS98 | Villach HS98 | punkty |        |        |        |        |        |        |        |        |        |        |        |        |        |        |        |        |        |        |        |        |        |
| -                                                                             | -            | -                | -                | -              | -              | 40             | 46             | -               | -               | -              | -              | -             | -             | 14             | 25             | -            | -            | 24     |        |        |        |        |        |        |        |        |        |        |        |        |        |        |        |        |        |        |        |        |        |
| Sezon 2020/2021                                                               |              |                  |                  |                |                |                |                |                 |                 |                |                |               |               |                |                |              |              |        |        |        |        |        |        |        |        |        |        |        |        |        |        |        |        |        |        |        |        |        |        |
| Râșnov HS97                                                                   | Râșnov HS97  | Kandersteg HS106 | Kandersteg HS106 | Zakopane HS140 | Zakopane HS140 | Szczyrk HS104  | Szczyrk HS104  | Lahti HS100     | Lahti HS100     | Villach HS98   | Villach HS98   | Oberhof HS100 | Oberhof HS100 | punkty         | punkty         | punkty       | punkty       | punkty | punkty | punkty | punkty | punkty | punkty | punkty | punkty | punkty | punkty | punkty | punkty | punkty | punkty | punkty |        |        |        |        |        |        |        |
| -                                                                             | -            | -                | -                | -              | -              | -              | -              | 12              | 30              | -              | -              | -             | -             | 23             | 23             | 23           | 23           | 23     | 23     | 23     | 23     | 23     | 23     | 23     | 23     | 23     | 23     | 23     | 23     | 23     | 23     | 23     |        |        |        |        |        |        |        |
| Legenda                                                                       |              |                  |                  |                |                |                |                |                 |                 |                |                |               |               |                |                |              |              |        |        |        |        |        |        |        |        |        |        |        |        |        |        |        |        |        |        |        |        |        |        |
| 1 2 3 4-10 11-30 poniżej 30 dq – dyskwalifikacja - − zawodnik nie wystartował |              |                  |                  |                |                |                |                |                 |                 |                |                |               |               |                |                |              |              |        |        |        |        |        |        |        |        |        |        |        |        |        |        |        |        |        |        |        |        |        |        |